# Carles Duran i Tejido
Carles Duran i Tejido (Barcelona, 14 de desembre de 1935 − Barcelona, 11 de novembre de 1988) fou un director i productor de cinema català que fou parella de Muriel Casals.
Fotògraf de moda i publicitat, estudià cinema a l'IDHEC de Paris coincidint amb els orígens de la Nouvelle Vague. Allí rodà els curts Una platja tan petita (1961) Un dia com els altres (1962), i de retorn a Barcelona intervingué com a ajudant de direcció en diversos llargs dins l'òrbita de l'Escola de Barcelona. Després de realitzar el curt Raimon (1965), en què alternà la música del cantautor amb imatges documentals de conflictes internacionals, el seu llarg Cada vez que... (1967) s'insereix plenament en els postulats d'aquest moviment, del qual fou un dels membres més actius, a més de fundador de la discoteca Boccaccio i representant insigne de la gauche divine.
Participà activament com a entusiasta organitzador dels rodatges, sovint caòtics i improvisats, de molts dels seus col·legues, i, després de rodar clandestinament el curt BiBiCi Story (1969), patí els problemes de la Censura amb Liberxina 70 (1970; rebatejat més endavant com Liberxina 90). La metàfora política d'aquest llarg sobre la difusió d'un gas que incita a la revolució, escrit amb la col·laboració de Joaquim Jordà, motivà diversos talls i la impossibilitat de l'estrena comercial després d'una accidentada projecció a la Mostra de Venècia. Aquest fet posà fi de cop a la seva trajectòria com a director i des de llavors es dedicà a la producció.
S'associà amb Vicente Aranda per crear les empreses Morgana Films i Lola Films, amb les quals produí Cambio de sexo (1976), de la qual fou argumentista; La muchacha de las bragas de oro (1979); Asesinato en el Comité Central (1981); Fanny "Pelopaja" (1983) i Tiempo de silencio (1986). També fou un dels fundadors de l'Institut del Cinema Català, per al qual dirigí alguns curts (La sanitat, 1977 i El Barri del Besòs, 1978-79; L'agressió quotidiana, 1979 L'Assemblea de Catalunya, 1981). La seva mort prematura frustrà el projecte de tornar darrere les càmeres per dirigir La mort de l'esperança, ambientat durant la guerra civil.

## Fons
El seu fons es conserva a la Filmoteca de Catalunya. El fons Carles Duran recull documentació relativa a la seva trajectòria professional vinculada al cinema. Inclou documentació, cartes, guions, escrits.